# Patience Dabany
Patience Dabany (tên khai sinh Marie Josephine Kama; sinh ngày 22 tháng 1 năm 1941), còn được biết đến với tên Josephine Bongo, là một ca sĩ, nhạc sĩ và chính khách người Gabon. Bà từng là Đệ nhất Phu nhân của Gabon từ năm 1967 đến 1987, khi còn là phu nhân của Tổng thống Omar Bongo Ondimba. Sau khi ly hôn, bà theo đuổi sự nghiệp âm nhạc chuyên nghiệp dưới nghệ danh Patience Dabany và trở thành một trong những nghệ sĩ nổi bật của âm nhạc châu Phi. Bà là mẹ của Tổng thống Gabon thứ ba Ali Bongo Ondimba.

## Thời thơ ấu
Patience Dabany sinh tại Brazzaville, Cộng hòa Congo, trong một gia đình gốc Bateke thuộc vùng Haut-Ogooué, miền Đông Gabon. Bà lớn lên trong môi trường âm nhạc, thường xuyên hát cùng cha – người chơi đàn accordion – và anh trai – người đệm guitar. Từ hoạt động ca hát trong gia đình, bà tiếp tục tham gia hợp xướng nhà thờ và trình diễn các bài hát dân gian, kế thừa truyền thống âm nhạc từ người mẹ, vốn là một ca sĩ dân gian.

## Đệ nhất Phu nhân
Năm 1958, bà gặp Albert-Bernard Bongo, một sinh viên Gabon đang học tại Brazzaville. Hai người kết hôn ngày 31 tháng 10 năm 1959, khi bà mới 15 tuổi. Họ có hai người con: Alain Bernard Bongo (sau đổi tên thành Ali Bongo Ondimba) và Albertine Amissa Bongo (1964–1993).
Khi chồng bà nhậm chức Tổng thống vào năm 1967, Josephine Bongo trở thành Đệ nhất Phu nhân Gabon. Trong vai trò này, bà tích cực tham gia các hoạt động xã hội, bao gồm nâng cao quyền phụ nữ và hỗ trợ trẻ em. Bà cùng chồng đồng sáng lập Đảng Dân chủ Gabon (PDG), và thành lập nhóm nhạc Kounabeli (Superstars), phục vụ các hoạt động chính trị, trong đó bà giữ vai trò ca sĩ chính.

## Sự nghiệp âm nhạc
Bà đã thu âm một album với Kounabeli vào năm 2005; bài hát La Connaissance từ album này là một trong những bài ca của người chồng cũ của bà (hiện đang sử dụng cái tên Omar Bongo Ondimba) được sử dụng trong chiến dịch tranh cử tổng thống năm 2005.
Sau khi ly hôn năm 1986, bà bắt đầu sự nghiệp âm nhạc dưới tên Patience Dabany. Album đầu tay Levekisha đánh dấu bước chuyển sang con đường chuyên nghiệp. Các album tiếp theo bao gồm Chéri Ton Disque Est Rayé, Associé, Patience Dabany (1994), Nouvelle Attitude (1997), Article 106 (2001) và Obomiyia (2004) – album giúp bà lưu diễn cùng James Brown tại châu Âu. Năm 2005, bà phát hành một album cùng nhóm Kounabeli, trong đó ca khúc La Connaissance được sử dụng trong chiến dịch tranh cử tổng thống của chồng cũ, Omar Bongo. Dabany cũng hợp tác với nhiều nghệ sĩ nổi tiếng như El DeBarge, Tabu Ley Rochereau, và Tshala Muana.
Bà từng biểu diễn tại Olympia (Paris) vào năm 2001 và tham gia Đại nhạc hội đêm châu Phi tại Stade de France năm 2011. Bà còn góp mặt trong lễ bế mạc Cúp bóng đá châu Phi 2012 tại Libreville, và biểu diễn tại Zénith Paris vào tháng 11 năm 2012. Ngoài âm nhạc, bà giữ vai trò chủ tịch Hiệp hội Thương nhân Gabon và hoạt động tích cực trong lĩnh vực từ thiện.
Sau khi biểu diễn tại Olympia (Paris) vào năm 2001. Vào tháng 6 năm 2011, bà tham gia "Đêm Phi vĩ đại" tại Stade de France, cùng với nhiều ngôi sao của lục địa. Bà cũng đã hát ở trận chung kết Cúp bóng đá châu Phi năm 2012 tại Libreville (Gabon). Vào ngày 2 tháng 11 năm 2012, bà lại ở Paris để tham dự một buổi hòa nhạc tại Zenith. Patience Dabany là một trong những đại sứ âm nhạc tuyệt vời nhất Châu Phi
Tháng 12 năm 2023, Viện kiểm sát Libreville khởi động thủ tục pháp lý liên quan đến những "phát ngôn xúc phạm" mà Dabany bị cáo buộc đã đưa ra nhằm vào Chủ tịch chuyển tiếp Brice Oligui Nguema..